# 上羽秀
上羽 秀（うえば ひで、1923年（大正12年）1月15日 - 2012年（平成24年）10月1日）は、川口松太郎の小説『夜の蝶』、および同名の映画のモデルとなった人物である。おそめという通り名で知られ、京都と銀座に店を構えて飛行機で度々往復する生活を送っていたことから「空飛ぶマダム」と呼ばれた。

## 生涯

### 出生
高瀬川の三条大橋近くで浪速組という炭問屋を営んでいた角田元義、よしゑの長女として生まれた。浪速組は池田屋事件で知られる場所の真向かいにあたり、商才のあった祖父元三郎が一代で築き上げた店であった。
秀という名は家長の元三郎によって、祖先の佐々木巖秀にちなんで名付けられた。元三郎は気性が荒かったが、秀だけは目に入れても痛くないほどに溺愛した。後年、秀は芸妓になり、バーのマダムになって多くの客を魅了するが、「気難しい客が秀だけにはやさしかった。」という多くの証言を得ている。他の人間では勤まらない男客を上手に相手し、好かれ、贔屓に与かる。その萌芽はすでに生まれた時から備わっていたことを物語っている。秀は家族の寵愛を受けつつすくすくと成長し、幼少時より女優か舞妓になりたいと語っていたという。しかしある日、元義の不在を狙い、元三郎がよしゑに襲いかかるという事件が発生する。元三郎が元義とよしゑに謝罪し事無きを得たかに見えたが、この日を境に家族間に亀裂が入り、家長であった元三郎は恥をかかされた腹いせのようによしゑをいびる様になり、元義は外遊びを頻繁に繰り返すようになる。やがて境遇に耐え切れなくなったよしゑは、秀と年子の妹の掬子を連れ、角田家を離れて上羽家へと出戻った。しかしすぐに親子3人での生活は立ち行かなくなり、掬子は里子へ出された。
秀は尋常小学校を卒業すると進学を拒否し、舞妓修行のため、単身遠縁のつてを辿り、東京新橋の花柳界へ上京した。それまで芸者修行の経験がなかった秀は、新橋置屋藤間流の仕込みっ子として育てられた。3年が経過し、15歳になる頃にようやく舞妓として売り出される運びとなったが、よしゑの強い意向により、京都へ連れ戻されてしまった。

### 祇園芸妓
京都へ戻った秀は祇園の玉川家へ預けられたが、舞妓としては適応年齢を超過していたことと、祇園の主流であった井上流の舞が修められていなかったことから、芸妓として売り出されることとなった。こうして秀は1938年（昭和13年）、見世出しを迎え、黒紋付の引着を纏い、屋形の玄関へ立った。芸名は「そめ」と名付けられた。
秀はすぐに売れっ子となり、玉川家を筆頭にいくつもの座敷を掛け持ちするようになる。男たちは争って秀を呼んだが、秀は座敷を回り切れず、一つのところにゆっくり留まることができなかった。そこで、秀の贔屓筋が宴席を一緒に持つ「おそめ見る会」が立ち上げられた。秀が座敷を回るのではなく、客が秀の元へ一堂に会するという趣向で、その人気ぶりは過熱するばかりだった。こうした状況に姉芸妓たちは苛立ちを隠せず、次第に廓でのいじめに発展していく。地方が三味線を引くことをやめたり、客の前でのこれ見よがしに叱責することも一度や二度ではなかったという。
やがて東京に住む能役者、梅若猶義という男に一目惚れをしたことから、秀はしばしば東京へ思いを馳せるようになる。しかし、その思いは成就することなく、1942年（昭和17年）、秀は松竹創業者である白井松次郎・大谷竹次郎の弟(白井信太郎)に落籍される。白井の用意した高瀬川沿いの木屋町通の家へ移り、母よしゑ、妹掬子を招いて暮らすようになった。1945年（昭和20年）、戦争が終結すると、秀は大黒町にあった白井のダンスホールに足しげく通うようになる。秀はここで、俊藤浩滋という男に初めて出会った。ふたりはすぐに恋仲となり、3月も経たぬうちに秀は妊娠してしまう。秀は白井に別れを申し出、木屋町で俊藤と同棲するようになった。

### 木屋町
木屋町での生活はそれまでとは一変したものとなった。日に日に大きくなる腹のため、秀は芸妓を止めざるを得ず、俊藤はろくに働きもしなかったため、白井が持たせてくれた手切れ金はすぐに底をついた。やがて家具や着物を質草にして生活を賄うようになった。1946年（昭和21年）10月、秀は女の子を出産し、高子と名づけられた。
出産の翌年より秀は寺町四条の菊水というカフェーで働くようになる。当時、カフェーの女給には固定給は無く、指名客が落とした金やチップが収入となる仕組みであった。秀はあっという間に菊水一の稼ぎ頭となったが、半年ほどで突如店を止めた。この菊水での女給勤めの理由に関して、後の雑誌インタビューで秀は「自分が店を持つにあたっての修行見習いだった」と述べている。
木屋町の自宅を改造し、バーを開くことを思い立った秀は、その準備にとりかかった。改築費用については祇園時代より贔屓にされていた政治家大野伴睦が工面してくれることとなり、酒は西川布団の社長が見立ててくれることとなった。店の名前は「おそめ」とされた。1948年（昭和23年）、木屋町にカウンターに5、6人がようやく腰掛けられる小さなホームバーが開店した。服部良一、門田勲、大佛次郎、川口松太郎、青山二郎、白洲正子など、このホームバーの常連客として知られる者は数多く、会員制の小さなバーにもかかわらず大いに繁盛したという。祇園の芸妓からバーのマダムになった第一号である。そんな中、常連客のひとりであった伊藤道郎が、東京にもおそめのような店を作って欲しいともちかけた。元来東京にある種のあこがれのようなものを持っていた秀はこの提案に一も二もなく飛びつき、東京進出という話が現実味を帯びて動き始めた。1955年（昭和30年）、伊藤は銀座3丁目の空き家を秀に紹介し、東京の「おそめ」が開店した。

### 銀座への進出
「おそめ」の改築にあたって、内装は伊藤の弟にあたる舞台美術家の伊藤熹朔が担当した。開店を知らせる挨拶状は歌人の吉井勇が準備した。おそめはオープンから連日、文士や映画人、財界人や政治家など多数の客が押し寄せ、立錐の余地も無いほどの盛況ぶりであった。
秀は土曜日に京都に帰り、火曜日に東京へ発つ生活を送るようになった。飛行機で伊丹と羽田を往復する秀は、雑誌や新聞に取り上げられるようになり、「飛行機マダム」や「空飛ぶマダム」として世間に知られるようになった。
1957年（昭和32年）、川口松太郎の短篇小説『夜の蝶』が、『中央公論文藝特集』5月号に掲載され、話題を呼んだ。小説の中で登場する「京都での酒場経営に成功し、銀座に店を開くことになったマダムおきく」は明らかに秀をモデルとしており、秀は一躍時の人となった。秀と川口松太郎の関係は、瀬戸内寂聴が小説『京まんだら』でほのめかしている。店は銀座8丁目へ移転され、さらに大きく改築がなされた。1960年（昭和35年）には京都の店も御池通へ移転し、「おそめ会館」として新装開店がなされた。
順風満帆かと思われた最中の1961年（昭和36年）11月28日に事件が起こる。「偽洋酒を店で使っていたという疑いで「おそめ」のバーテンダーが逮捕された」という見出しの記事が新聞に大きく取り上げられた。銀座の高級クラブの代名詞として、また、『夜の蝶』のモデルとして知られた「おそめ」が引き起こした事件として世間は大きな衝撃を受け、記者は連日銀座界隈へ取材に訪れていた。他店のマダムはここぞとばかりに秀を非難し、週刊誌はそれを面白おかしく脚色して記事にした。当時はどの店でも洋酒を闇ルートで仕入れており、偽造酒使用は他店でも考えられるため、ライバル店による密告も疑われるが、この事件をきっかけに「おそめ」人気は急速に衰退する。

### 閉店・その後
1978年（昭和53年）2月、「店内工事のため休業させていただきます」という張り紙がおそめのドアに張り出された。一時は夜の街の代名詞として一世を風靡した店はこうして静かにその灯火を落とし、秀は京都の岡崎に能舞台付きの豪邸を建て、俊藤と暮らした。俊藤はというと、40代半ば過ぎに映画界に迎えられ、300近い任侠映画のプロデューサーとして活躍した。俊藤は、「任侠映画の父」、「『仁義なき戦い』を作った男」、東映の大プロデューサーと評された。二人の関係を知る人からは、「ふたりで一対だった」と語られる。片方が勢いに乗れば片方が支え、片方が躓けば、片方が飛躍した。1994年、俊藤が77歳、秀が71歳のときに入籍。俊藤の死後、娘の高子が1階で喫茶店「かふぇ・うえば」を開店、2022年現在はカフェ併設の結婚式場・ゲストハウス「岡崎庵」となっている。
2012年（平成24年）10月1日、急性呼吸器不全のために死去。89歳没。

## 作品
「おそめ」こと上羽秀をテーマ、あるいは木屋町の店が登場する文学作品は以下の通り。
- 川口松太郎『夜の蝶』大日本雄弁会講談社、1957年。
- 大佛次郎『帰郷』新潮社、1952年。ISBN 978-4101083018。[29]
- 大佛次郎『宗方姉妹』角川書店、1952年。
- 大佛次郎『風船』朝日新聞社、1972年。
- 瀬戸内晴美『京まんだら』講談社、1972年。ISBN 978-4061313491。[30]
- 川端康成『美しさと哀しみと』中公文庫、1973年。ISBN 978-4122000209。
- 河野仁昭『川端康成 内なる古都』京都新聞出版センター、1995年。ISBN 978-4763803771。
- 河野仁昭『京都文学紀行』京都新聞出版センター、1996年。ISBN 978-4763803917。
- 河野仁昭『京おんなの肖像』京都新聞出版センター、1997年。ISBN 978-4763804211。

## 映画
- 『風船』1956年（監督:川島雄三、原作:大佛次郎、主演:森雅之）- 秀が本人役として出演、京都の「おそめ」も撮影に使われた。
- 『夜の蝶』1957年（監督:吉村公三郎、原作:川口松太郎、主演:山本富士子）- 山本演じるおきくのモデルが秀。